# Luis Sandoval Troncoso
Luis Avelino Sandoval Troncoso (Río Bueno, 20 de enero de 1920-Río Bueno, 15 de julio de 1963) fue un panadero chileno quien, atormentado por deudas constantes y una depresión profunda, terminó asesinando a su familia entera, compuesta por su esposa y seis hijos, antes de suicidarse con una soga, todo en Río Bueno, en ese entonces parte de la antigua provincia de Valdivia.
Es el asesino en masa más prolífico en la historia de Chile.

## Biografía
Nació en 1920 en una familia de clase trabajadora riobuenina. Sus tres hijos mayores (todos varones) nacieron de su primera esposa, Clementina Vidal, quien falleció de leucemia, en ese tiempo una enfermedad intratable. Sus tres hijas menores (todas niñas) nacieron de su segunda esposa, Ema Coronado Peters. Las personas que lo conocían lo habían descrito como «tímido» y «solitario», y afirmaban que «no tenía vicios, ni amigos». Sufrió de epilepsia cuando era niño y tuvo una larga historia de depresión, ya que estaba profundamente enamorado de su primera esposa cuando ella murió. Sus tres hijos fueron descritos como muy estudiosos; Todos ocupaban los primeros puestos en el liceo de Río Bueno.

## Asesinatos
Varios días antes de la masacre, Sandoval había comprado una escopeta de caza y varias balas con las que ejecutar su plan, pero se lo había alquilado a otra persona en el momento de los asesinatos, forzándolo a usar armas de combate cuerpo a cuerpo. 
En una carta que había escrito a las autoridades locales explicó que, acosado por constantes deudas y problemas económicos (entre ellos los gastos de los funerales de sus padres, recientemente fallecidos, juntos con las reparaciones constantes de máquinas de su panadería), narcotizó a su esposa e hijas con una bebida soporífera, y luego mató a cada una de ellas, cortándoles la garganta con un cuchillo de 12 centímetros de largo alrededor de las 6 o 7 de la tarde. Su esposa, la primera en morir, se despertó cuando Sandoval intentó asesinarla, momento en el que Sandoval trató de explicarle que era una buena esposa, que no le guardaba rencor y que la amaba, antes de finalmente terminar su vida. A las 11 de la noche, llamó a sus hijos para que regresaran de la casa de la hermana de Sandoval, y los asesinó también, esta vez usando un hacha para terminar sus vidas, uno por uno. El primero en llegar, Luis, sólo le alcanzó a preguntar «¿Que hiciste, papá?» al ver los cuerpos de su madre y tres hermanas cubiertos de sangre antes de que su padre también lo abatiera.
Tras escribir una carta donde confesó al crimen y explicó su motivo: Siendo el proveedor de familia, se sentía como un «fracaso» por vivir en constantes deudas, las cuales las consideraba imposible de disminuir sin importar cuantas horas extra trabajaba. Buscaba suicidarse, pero se daba cuenta que eso solo empeoraría más aún la situación de sus hijos, dejando a sus hijos sin padre y además dejando a su esposa como viuda. Se sintió como si cometer un familicidio era la única manera de terminar su sufrimiento. Finalizó su despedida rogándole perdón a sus suegros y además pidiendo que sus últimos ahorros fueran usados para el funeral y entierro de su familia. Después de esto, el hombre de 43 años se suicidó, ahorcándose con una soga.

### Muertes
Las mismas víctimas del crimen, en orden de cuando fueron asesinadas:
- Ema Coronado Peters (39), esposa del perpetrador
- Ada Patricia Sandoval Coronado (4), hija del perpetrador
- Elena (Nena) Isaura Sandoval Coronado (6), hija del perpetrador
- Ana Luisa Sandoval Coronado (8), hija del perpetrador
- Luis Clemente Sandoval Vidal (14), hijo del perpetrador
- Marcelo Andrés Sandoval Vidal (13), hijo del perpetrador
- Jorge Alejandro Sandoval Vidal (11), hijo del perpetrador
- Luis Avelino Sandoval Troncoso (43), el mismo perpetrador (suicidio)

La masacre familiar no fue descubierta hasta tres días después, el 18, cuando la sobrina política de Sandoval, Sara Coronado Monsalve, y su esposo, Guillermo Cañas, entraron a la casa familiar que estaba abierta para entregar algunos sacos de papas.

## Consecuencias
Tras las investigaciones policiales se determinó que el caso, que originalmente se pensó que era un robo que salió mal, efectivamente consistía en un familicidio y asesinato-suicidio. El entonces alcalde de Río Bueno, Enrique Schilling, declaró condolencias, junto al juez y cabo de Carabineros de Río Bueno.
Varios años después, la casa en la que se produjeron los asesinatos se incendió, tras lo cual se encontró un cadáver en los escombros. Aunque no se sabía que hubiera nadie viviendo allí en ese momento, las investigaciones revelaron que el edificio había sido ocupado por un indigente que accidentalmente provocó un incendio. El hombre nunca fue identificado y luego fue enterrado en el mismo cementerio en una tumba sin nombre.
Posteriormente la dirección en la que ocurrieron los hechos, Comercio 1086, es un terreno sin uso.
En 2016, el abogado y juez local Roberto Cano Cano escribió un libro sobre la biografía y trágico fin de Sandoval, titulado La peor de todas las noches. El tomo fue lanzado en el mismo Cementerio Municipal, a pocos metros de la misma tumba familiar.El libro contiene entrevistas a los familiares de Sandoval junto a varios testigos del crimen. El libro fue relanzado el 15 de julio de 2023, en el aniversario número 60 de la masacre.
La masacre de Luis Sandoval constituye el ejemplo más mortífero de asesinato en masa cometido por un solo autor en la historia de Chile; Sus acciones superan el número de muertos en los asesinatos de Jorge Valenzuela Torres o José Misael Roldán Concha, ambos asesinos en masa de años previos. 